# Blew
Blew (engl. für Durchbrennen) ist ein Lied sowie eine EP der US-amerikanischen Rockband Nirvana. Sie wurde im Dezember 1989 veröffentlicht.

## Lied
Das Lied wurde zwischen 1988 und 1989 von Kurt Cobain geschrieben und wurde auf der gleichnamigen EP, auf dem Album Bleach, auf der Live-CD From the Muddy Banks of the Wishkah und dem Live-Video Live! Tonight! Sold Out!! veröffentlicht.

### Text
Kurt Cobain nannte bei keinem Lied auf Bleach die tiefere Bedeutung und erwähnte einmal, dass er für das Album willkürlich Worte zusammenschrieb, die kaum persönliche Bedeutungen hatten.
Cobain wendet sich in Blew an eine anscheinend vertraute Person, einen Ort oder Gegenstand und fordert das Recht, „zu verlieren“, „zu verschwinden“ und „zu atmen“. Jede Forderung wird jedoch mit einem „Wenn es dir nichts ausmacht“ (…If you wouldn’t mind) eingeleitet.
Die letzte Version von Blew wurde nur wenige Tage vor den Aufnahmen zu Bleach geschrieben. Eine frühere Version des Textes war etwas länger, jedoch kaum umfangreicher. Einzige größere Änderung war das Umschreiben der Zeile „Ich möchte wählen“ (I would like to choose) zu „Ich möchte verlieren“ (I would like to lose).

### Musik
Die Band experimentierte damals mit Drop-D-Tuning, d. h. die tiefe E-Saite von Gitarre bzw. Bassgitarre wird zu einem D hinuntergestimmt. Kurt Cobain und Krist Novoselic hatten ihre Instrumente bereits vor der Aufnahme tiefer gestimmt, vergaßen das aber wieder und stimmten sie noch tiefer. Es ist das einzige Lied im Kanon der Band, das so gestimmt gespielt wurde.

## EP
Die Blew EP wurde im Dezember 1989 bei Tupelo Records veröffentlicht. Außer Blew enthält die EP Love Buzz (erste Singleauskopplung von Bleach), Been a Son (in dieser Version erst 2002 auf dem Best-Of Nirvana und in einer anderen Version auf Incesticide erschienen) und Stain (1992 auf Incesticide erschienen).
Die EP erschien nur in Großbritannien und aufgrund der Auflage von nur 3000 Stück ist sie kaum noch erhältlich. Die EP erschien als 12" Vinyl und als CD.
Titelliste
1. Blew (erschien auf Bleach) – 2:54
2. Love Buzz (erschien auf Bleach und der Single Love Buzz/Big Cheese) – 3:35
3. Been a Son (2002 erschienen auf Nirvana) – 2:23
4. Stain (1992 erschienen auf Incesticide) – 2:40

Anmerkung: Eine andere Version von Been a Son wurde auf Incesticide veröffentlicht.